# Jennifer Simpson
Jennifer Mae Barringer-Simpson (Webster City, 23 agosto 1986) è una mezzofondista e siepista statunitense, campionessa mondiale dei 1500 metri piani a Taegu 2011.

## Palmarès
| Anno | Manifestazione    | Sede           | Evento       | Risultato  | Prestazione | Note                                     |
| ---- | ----------------- | -------------- | ------------ | ---------- | ----------- | ---------------------------------------- |
| 2004 | Mondiali di cross | Bruxelles      | Corsa U20    | 35ª        | 22'19"      |                                          |
| 2005 | Mondiali di cross | Saint-Galmier  | Corsa U20    | 47ª        | 23'03"      |                                          |
| 2007 | Mondiali          | Osaka          | 3000 m siepi | Batteria   | 9'51"04     |                                          |
| 2008 | Giochi olimpici   | Pechino        | 3000 m siepi | 8ª         | 9'22"26     |                                          |
| 2009 | Mondiali          | Berlino        | 3000 m siepi | 4ª         | 9'12"50     | Record nord-centroamericano              |
| 2011 | Mondiali          | Taegu          | 1500 m piani | Oro        | 4'05"40     |                                          |
| 2012 | Giochi olimpici   | Londra         | 1500 m piani | Semifinale | 4'06"89     |                                          |
| 2013 | Mondiali          | Mosca          | 1500 m piani | Argento    | 4'02"99     |                                          |
| 2015 | Mondiali          | Pechino        | 1500 m piani | 11ª        | 4'16"28     |                                          |
| 2016 | Giochi olimpici   | Rio de Janeiro | 1500 m piani | Bronzo     | 4'10"53     |                                          |
| 2017 | Mondiali          | Londra         | 1500 m piani | Argento    | 4'02"76     |                                          |
| 2019 | Mondiali          | Doha           | 1500 m piani | 8ª         | 3'58"42     | Miglior prestazione personale stagionale |

## Campionati nazionali
- 4 volte campionessa nazionale dei 1500 m piani (2014, 2015, 2016, 2017)
- 1 volta campionessa nazionale dei 5000 m piani (2013)
- 2 volte campionessa nazionale dei 3000 m siepi (2007, 2009)
- 1 volta campionessa nazionale indoor dei 1500 m piani (2012)
- 1 volta campionessa nazionale indoor del miglio (2011)
- 2 volte campionessa nazionale indoor dei 3000 m piani (2011, 2012)

## Altre competizioni internazionali
2014
- Vincitrice della Diamond League nella specialità dei 1500 m piani / miglio (17 punti)